# لايلي تومسون
لايلي تومسون (بالإنجليزية: Lyle Thompson)‏ هو لاعب اللاكروس أمريكي، ولد في 9 سبتمبر 1992 في Onondaga Reservation ‏ في الولايات المتحدة.